# Lista över fornlämningar i Östersunds kommun
Lista över fornlämningar i Östersunds kommun är en förteckning av ett urval av de fornlämningar som finns i Östersunds kommun.

## Brunflo
| Namn                          | Lämningstyp  | Tillkomsttid | Historisk indelning | Plats | Läge                 | ID-nr          | Bild                                      |
| ----------------------------- | ------------ | ------------ | ------------------- | ----- | -------------------- | -------------- | ----------------------------------------- |
| Brunflo 4:1                   | Hög          |              | Brunflo, Jämtland   |       | 63.140381, 14.726381 | 10252300040001 | Ladda upp en bild av detta fornminne      |
| Brunflo 5:1                   | Hög          |              | Brunflo, Jämtland   |       | 63.141154, 14.726365 | 10252300050001 | Ladda upp en bild av detta fornminne      |
| Jättehögar (Brunflo 14:1)     | Gravfält     |              | Brunflo, Jämtland   |       | 63.123652, 14.764961 | 10252300140001 | Ladda upp en till bild av detta fornminne |
| Brunflo 28:1                  | Stensättning |              | Brunflo, Jämtland   |       | 63.118030, 14.778074 | 10252300280001 | Ladda upp en bild av detta fornminne      |
| Brunflo 29:1                  | Hög          |              | Brunflo, Jämtland   |       | 63.104990, 14.791365 | 10252300290001 | Ladda upp en bild av detta fornminne      |
| Brunflo 34:1                  | Hög          |              | Brunflo, Jämtland   |       | 63.095634, 14.784780 | 10252300340001 | Ladda upp en bild av detta fornminne      |
| Brunflo 36:1                  | Hög          |              | Brunflo, Jämtland   |       | 63.093327, 14.787131 | 10252300360001 | Ladda upp en bild av detta fornminne      |
| Brunflo 38:2                  | Hög          |              | Brunflo, Jämtland   |       | 63.091779, 14.792555 | 10252300380002 | Ladda upp en bild av detta fornminne      |
| Brunflo 38:3                  | Hög          |              | Brunflo, Jämtland   |       | 63.091716, 14.793358 | 10252300380003 | Ladda upp en bild av detta fornminne      |
| Brunflo 38:4                  | Hög          |              | Brunflo, Jämtland   |       | 63.091529, 14.793177 | 10252300380004 | Ladda upp en bild av detta fornminne      |
| Brunflo 39:1                  | Hög          |              | Brunflo, Jämtland   |       | 63.090438, 14.792015 | 10252300390001 | Ladda upp en bild av detta fornminne      |
| Brunflo 40:1                  | Hög          |              | Brunflo, Jämtland   |       | 63.089927, 14.795785 | 10252300400001 | Ladda upp en bild av detta fornminne      |
| Brunflo 40:2                  | Hög          |              | Brunflo, Jämtland   |       | 63.089898, 14.796119 | 10252300400002 | Ladda upp en bild av detta fornminne      |
| Brunflo 40:3                  | Hög          |              | Brunflo, Jämtland   |       | 63.089705, 14.796544 | 10252300400003 | Ladda upp en bild av detta fornminne      |
| Brunflo 40:4                  | Hög          |              | Brunflo, Jämtland   |       | 63.089349, 14.797060 | 10252300400004 | Ladda upp en bild av detta fornminne      |
| Brunflo 40:5                  | Röse         |              | Brunflo, Jämtland   |       | 63.089239, 14.797291 | 10252300400005 | Ladda upp en bild av detta fornminne      |
| Brunflo 42:1                  | Hög          |              | Brunflo, Jämtland   |       | 63.090192, 14.796437 | 10252300420001 | Ladda upp en bild av detta fornminne      |
| Brunflo 42:2                  | Hög          |              | Brunflo, Jämtland   |       | 63.090561, 14.796645 | 10252300420002 | Ladda upp en bild av detta fornminne      |
| Brunflo 46:1                  | Hög          |              | Brunflo, Jämtland   |       | 63.080997, 14.818548 | 10252300460001 | Ladda upp en bild av detta fornminne      |
| Brunflo 47:1                  | Hög          |              | Brunflo, Jämtland   |       | 63.103145, 14.805994 | 10252300470001 | Ladda upp en bild av detta fornminne      |
| Brunflo 47:2                  | Hög          |              | Brunflo, Jämtland   |       | 63.102919, 14.806215 | 10252300470002 | Ladda upp en bild av detta fornminne      |
| Brunflo 48:1                  | Hög          |              | Brunflo, Jämtland   |       | 63.099139, 14.807166 | 10252300480001 | Ladda upp en bild av detta fornminne      |
| Brunflo 49:1                  | Hög          |              | Brunflo, Jämtland   |       | 63.104268, 14.806815 | 10252300490001 | Ladda upp en bild av detta fornminne      |
| Brunflo 51:1                  | Hög          |              | Brunflo, Jämtland   |       | 63.097224, 14.809029 | 10252300510001 | Ladda upp en bild av detta fornminne      |
| Brunflo 55:1                  | Hög          |              | Brunflo, Jämtland   |       | 63.097312, 14.817979 | 10252300550001 | Ladda upp en bild av detta fornminne      |
| Brunflo 55:2                  | Hög          |              | Brunflo, Jämtland   |       | 63.097246, 14.818143 | 10252300550002 | Ladda upp en bild av detta fornminne      |
| Brunflo 56:1                  | Stensättning |              | Brunflo, Jämtland   |       | 63.096139, 14.819682 | 10252300560001 | Ladda upp en bild av detta fornminne      |
| Brunflo 58:1                  | Hög          |              | Brunflo, Jämtland   |       | 63.089375, 14.818528 | 10252300580001 | Ladda upp en till bild av detta fornminne |
| Brunflo 58:2                  | Hög          |              | Brunflo, Jämtland   |       | 63.089062, 14.819441 | 10252300580002 | Ladda upp en till bild av detta fornminne |
| Brunflo 58:3                  | Hög          |              | Brunflo, Jämtland   |       | 63.089152, 14.817239 | 10252300580003 | Ladda upp en bild av detta fornminne      |
| Brunflo 58:4                  | Hög          |              | Brunflo, Jämtland   |       | 63.089274, 14.817204 | 10252300580004 | Ladda upp en bild av detta fornminne      |
| Brunflo 58:5                  | Hög          |              | Brunflo, Jämtland   |       | 63.089307, 14.816119 | 10252300580005 | Ladda upp en bild av detta fornminne      |
| Brunflo 58:6                  | Hög          |              | Brunflo, Jämtland   |       | 63.089766, 14.817598 | 10252300580006 | Ladda upp en bild av detta fornminne      |
| Brunflo 60:1                  | Hög          |              | Brunflo, Jämtland   |       | 63.091406, 14.815806 | 10252300600001 | Ladda upp en bild av detta fornminne      |
| Brunflo 70:1                  | Gravfält     |              | Brunflo, Jämtland   |       | 63.075375, 14.826405 | 10252300700001 | Ladda upp en bild av detta fornminne      |
| Brunflo 71:1                  | Hög          |              | Brunflo, Jämtland   |       | 63.075969, 14.824194 | 10252300710001 | Ladda upp en bild av detta fornminne      |
| Brunflo 80:1                  | Hög          |              | Brunflo, Jämtland   |       | 63.075893, 14.884115 | 10252300800001 | Ladda upp en bild av detta fornminne      |
| Brunflo 81:1                  | Hög          |              | Brunflo, Jämtland   |       | 63.079711, 14.836307 | 10252300810001 | Ladda upp en bild av detta fornminne      |
| Brunflo 81:2                  | Hög          |              | Brunflo, Jämtland   |       | 63.079590, 14.836480 | 10252300810002 | Ladda upp en bild av detta fornminne      |
| Brunflo 82:1                  | Hög          |              | Brunflo, Jämtland   |       | 63.078948, 14.836437 | 10252300820001 | Ladda upp en bild av detta fornminne      |
| Brunflo 83:1                  | Hög          |              | Brunflo, Jämtland   |       | 63.078416, 14.842192 | 10252300830001 | Ladda upp en bild av detta fornminne      |
| Brunflo 83:3                  | Hög          |              | Brunflo, Jämtland   |       | 63.078149, 14.842225 | 10252300830003 | Ladda upp en bild av detta fornminne      |
| Brunflo 83:5                  | Hög          |              | Brunflo, Jämtland   |       | 63.077813, 14.842560 | 10252300830005 | Ladda upp en bild av detta fornminne      |
| Brunflo 84:2                  | Hög          |              | Brunflo, Jämtland   |       | 63.077000, 14.841983 | 10252300840002 | Ladda upp en bild av detta fornminne      |
| Brunflo 84:3                  | Hög          |              | Brunflo, Jämtland   |       | 63.076857, 14.841931 | 10252300840003 | Ladda upp en bild av detta fornminne      |
| Brunflo 84:4                  | Hög          |              | Brunflo, Jämtland   |       | 63.076785, 14.842078 | 10252300840004 | Ladda upp en bild av detta fornminne      |
| Brunflo 100:1                 | Hög          |              | Brunflo, Jämtland   |       | 63.075745, 14.841197 | 10252301000001 | Ladda upp en bild av detta fornminne      |
| Brunflo 100:2                 | Hög          |              | Brunflo, Jämtland   |       | 63.075653, 14.841065 | 10252301000002 | Ladda upp en bild av detta fornminne      |
| Brunflo 105:1                 | Hög          |              | Brunflo, Jämtland   |       | 63.019836, 14.943935 | 10252301050001 | Ladda upp en bild av detta fornminne      |
| Brunflo 107:1                 | Hög          |              | Brunflo, Jämtland   |       | 63.080411, 14.879504 | 10252301070001 | Ladda upp en bild av detta fornminne      |
| Brunflo 109:1                 | Hög          |              | Brunflo, Jämtland   |       | 63.100699, 14.784666 | 10252301090001 | Ladda upp en bild av detta fornminne      |
| Brunflo 121:2                 | Hög          |              | Brunflo, Jämtland   |       | 63.092729, 14.815237 | 10252301210002 | Ladda upp en bild av detta fornminne      |
| Brunflo 121:3                 | Hög          |              | Brunflo, Jämtland   |       | 63.092705, 14.815641 | 10252301210003 | Ladda upp en bild av detta fornminne      |
| Brunflo 122:1                 | Hög          |              | Brunflo, Jämtland   |       | 63.093556, 14.813843 | 10252301220001 | Ladda upp en till bild av detta fornminne |
| Brunflo 123:1                 | Hög          |              | Brunflo, Jämtland   |       | 63.094070, 14.813133 | 10252301230001 | Ladda upp en bild av detta fornminne      |
| Brunflo 123:2                 | Hög          |              | Brunflo, Jämtland   |       | 63.094200, 14.812485 | 10252301230002 | Ladda upp en bild av detta fornminne      |
| Brunflo 126:1                 | Hög          |              | Brunflo, Jämtland   |       | 63.094750, 14.810479 | 10252301260001 | Ladda upp en bild av detta fornminne      |
| Brunflo 127:1                 | Hög          |              | Brunflo, Jämtland   |       | 63.095751, 14.821563 | 10252301270001 | Ladda upp en bild av detta fornminne      |
| Jungfrukullen (Brunflo 132:1) | Hög          |              | Brunflo, Jämtland   |       | 63.092991, 14.830253 | 10252301320001 | Ladda upp en bild av detta fornminne      |
| Jungfrukullen (Brunflo 132:2) | Hög          |              | Brunflo, Jämtland   |       | 63.093061, 14.829819 | 10252301320002 | Ladda upp en till bild av detta fornminne |
| Jungfrukullen (Brunflo 132:3) | Hög          |              | Brunflo, Jämtland   |       | 63.092837, 14.829957 | 10252301320003 | Ladda upp en till bild av detta fornminne |
| Brunflo 133:1                 | Hög          |              | Brunflo, Jämtland   |       | 63.094188, 14.826824 | 10252301330001 | Ladda upp en bild av detta fornminne      |
| Brunflo 134:1                 | Hög          |              | Brunflo, Jämtland   |       | 63.093697, 14.832712 | 10252301340001 | Ladda upp en bild av detta fornminne      |
| Brunflo 134:2                 | Hög          |              | Brunflo, Jämtland   |       | 63.093797, 14.832223 | 10252301340002 | Ladda upp en bild av detta fornminne      |
| Brunflo 137:1                 | Hög          |              | Brunflo, Jämtland   |       | 63.093277, 14.838214 | 10252301370001 | Ladda upp en bild av detta fornminne      |
| Brunflo 140:1                 | Hög          |              | Brunflo, Jämtland   |       | 63.088978, 14.835651 | 10252301400001 | Ladda upp en bild av detta fornminne      |
| Brunflo 146:1                 | Hög          |              | Brunflo, Jämtland   |       | 63.081620, 14.868444 | 10252301460001 | Ladda upp en bild av detta fornminne      |
| Brunflo 147:1                 | Hög          |              | Brunflo, Jämtland   |       | 63.084836, 14.844343 | 10252301470001 | Ladda upp en bild av detta fornminne      |
| Brunflo 163:1                 | Hög          |              | Brunflo, Jämtland   |       | 63.089476, 14.850378 | 10252301630001 | Ladda upp en bild av detta fornminne      |
| Brunflo 163:2                 | Hög          |              | Brunflo, Jämtland   |       | 63.089365, 14.850594 | 10252301630002 | Ladda upp en bild av detta fornminne      |
| Brunflo 175:1                 | Hög          |              | Brunflo, Jämtland   |       | 63.098652, 14.806636 | 10252301750001 | Ladda upp en bild av detta fornminne      |
| Brunflo 251:1                 | Gravfält     |              | Brunflo, Jämtland   |       | 63.104600, 14.788826 | 10252302510001 | Ladda upp en bild av detta fornminne      |
| Nirsbuan (Brunflo 262:1)      | Fäbod        |              | Brunflo, Jämtland   |       | 63.093287, 15.043550 | 10252302620001 | Ladda upp en bild av detta fornminne      |

## Frösö
| Namn                          | Lämningstyp    | Tillkomsttid | Historisk indelning | Plats | Läge                 | ID-nr          | Bild                                      |
| ----------------------------- | -------------- | ------------ | ------------------- | ----- | -------------------- | -------------- | ----------------------------------------- |
| Frösö 9:1                     | Hög            |              | Frösö, Jämtland     |       | 63.197388, 14.454362 | 10252800090001 | Ladda upp en bild av detta fornminne      |
| Frösö 10:1                    | Hög            |              | Frösö, Jämtland     |       | 63.200976, 14.468133 | 10252800100001 | Ladda upp en bild av detta fornminne      |
| Frösö 11:1                    | Hög            |              | Frösö, Jämtland     |       | 63.201571, 14.466099 | 10252800110001 | Ladda upp en bild av detta fornminne      |
| Frösö 11:2                    | Hög            |              | Frösö, Jämtland     |       | 63.201963, 14.466082 | 10252800110002 | Ladda upp en bild av detta fornminne      |
| Västerhus Kapell (Frösö 12:1) | Kyrka/kapell   |              | Frösö, Jämtland     |       | 63.198893, 14.477693 | 10252800120001 | Ladda upp en bild av detta fornminne      |
| Frösö 13:2                    | Hög            |              | Frösö, Jämtland     |       | 63.198483, 14.475065 | 10252800130002 | Ladda upp en bild av detta fornminne      |
| Frösö 18:1                    | Hög            |              | Frösö, Jämtland     |       | 63.199826, 14.469920 | 10252800180001 | Ladda upp en bild av detta fornminne      |
| Frösö 19:1                    | Hög            |              | Frösö, Jämtland     |       | 63.199963, 14.468427 | 10252800190001 | Ladda upp en bild av detta fornminne      |
| Frösö 19:2                    | Hög            |              | Frösö, Jämtland     |       | 63.200182, 14.469053 | 10252800190002 | Ladda upp en bild av detta fornminne      |
| Frösö 21:1                    | Hög            |              | Frösö, Jämtland     |       | 63.199008, 14.472402 | 10252800210001 | Ladda upp en bild av detta fornminne      |
| Frösö 21:2                    | Hög            |              | Frösö, Jämtland     |       | 63.198794, 14.471672 | 10252800210002 | Ladda upp en bild av detta fornminne      |
| Frösö 21:3                    | Hög            |              | Frösö, Jämtland     |       | 63.198845, 14.472496 | 10252800210003 | Ladda upp en bild av detta fornminne      |
| Frösö 21:4                    | Hög            |              | Frösö, Jämtland     |       | 63.198781, 14.472716 | 10252800210004 | Ladda upp en bild av detta fornminne      |
| Frösö 21:6                    | Hög            |              | Frösö, Jämtland     |       | 63.198699, 14.473230 | 10252800210006 | Ladda upp en bild av detta fornminne      |
| Frösö 21:7                    | Hög            |              | Frösö, Jämtland     |       | 63.198618, 14.472964 | 10252800210007 | Ladda upp en bild av detta fornminne      |
| Frösö 21:8                    | Hög            |              | Frösö, Jämtland     |       | 63.198420, 14.473056 | 10252800210008 | Ladda upp en bild av detta fornminne      |
| Frösö 32:2                    | Hög            |              | Frösö, Jämtland     |       | 63.195028, 14.477625 | 10252800320002 | Ladda upp en bild av detta fornminne      |
| Frösö 34:1                    | Hög            |              | Frösö, Jämtland     |       | 63.201606, 14.473572 | 10252800340001 | Ladda upp en bild av detta fornminne      |
| Frösö 34:2                    | Hög            |              | Frösö, Jämtland     |       | 63.201487, 14.473907 | 10252800340002 | Ladda upp en bild av detta fornminne      |
| Frösö 34:3                    | Stensättning   |              | Frösö, Jämtland     |       | 63.201439, 14.473515 | 10252800340003 | Ladda upp en bild av detta fornminne      |
| Frösö 35:1                    | Gravfält       |              | Frösö, Jämtland     |       | 63.201020, 14.471791 | 10252800350001 | Ladda upp en bild av detta fornminne      |
| Frösö 37:1                    | Hög            |              | Frösö, Jämtland     |       | 63.199760, 14.472658 | 10252800370001 | Ladda upp en bild av detta fornminne      |
| Frösö 38:1                    | Hög            |              | Frösö, Jämtland     |       | 63.184849, 14.507311 | 10252800380001 | Ladda upp en bild av detta fornminne      |
| Frösö 38:2                    | Hög            |              | Frösö, Jämtland     |       | 63.184737, 14.507499 | 10252800380002 | Ladda upp en bild av detta fornminne      |
| Frösö 39:1                    | Gravfält       |              | Frösö, Jämtland     |       | 63.183622, 14.509435 | 10252800390001 | Ladda upp en bild av detta fornminne      |
| Frösö 40:2                    | Hög            |              | Frösö, Jämtland     |       | 63.185891, 14.510006 | 10252800400002 | Ladda upp en bild av detta fornminne      |
| Frösö 41:1                    | Hög            |              | Frösö, Jämtland     |       | 63.179472, 14.520182 | 10252800410001 | Ladda upp en bild av detta fornminne      |
| Frösö 41:2                    | Hög            |              | Frösö, Jämtland     |       | 63.179627, 14.520230 | 10252800410002 | Ladda upp en bild av detta fornminne      |
| Frösö 41:3                    | Hög            |              | Frösö, Jämtland     |       | 63.179985, 14.520828 | 10252800410003 | Ladda upp en bild av detta fornminne      |
| Frösö 44:1                    | Hög            |              | Frösö, Jämtland     |       | 63.183769, 14.474853 | 10252800440001 | Ladda upp en bild av detta fornminne      |
| Frösö skans (Frösö 45:1)      | Fästning/skans |              | Frösö, Jämtland     |       | 63.180876, 14.482301 | 10252800450001 | Ladda upp en till bild av detta fornminne |
| Frösö 49:1                    | Hög            |              | Frösö, Jämtland     |       | 63.179826, 14.512900 | 10252800490001 | Ladda upp en bild av detta fornminne      |
| Frösö 52:1                    | Hög            |              | Frösö, Jämtland     |       | 63.181999, 14.503060 | 10252800520001 | Ladda upp en bild av detta fornminne      |
| Frösö 53:1                    | Hög            |              | Frösö, Jämtland     |       | 63.183117, 14.498147 | 10252800530001 | Ladda upp en bild av detta fornminne      |
| Frösö 55:1                    | Hög            |              | Frösö, Jämtland     |       | 63.180771, 14.503498 | 10252800550001 | Ladda upp en bild av detta fornminne      |
| Frösö 57:1                    | Hög            |              | Frösö, Jämtland     |       | 63.177960, 14.518160 | 10252800570001 | Ladda upp en bild av detta fornminne      |
| Frösö 58:1                    | Hög            |              | Frösö, Jämtland     |       | 63.176552, 14.519462 | 10252800580001 | Ladda upp en till bild av detta fornminne |
| Frösö 58:4                    | Hög            |              | Frösö, Jämtland     |       | 63.176970, 14.519648 | 10252800580004 | Ladda upp en till bild av detta fornminne |
| Frösö 59:2                    | Hög            |              | Frösö, Jämtland     |       | 63.176708, 14.517523 | 10252800590002 | Ladda upp en till bild av detta fornminne |
| Frösö 63:1                    | Hög            |              | Frösö, Jämtland     |       | 63.174740, 14.527427 | 10252800630001 | Ladda upp en bild av detta fornminne      |
| Frösö 63:2                    | Hög            |              | Frösö, Jämtland     |       | 63.174416, 14.527923 | 10252800630002 | Ladda upp en bild av detta fornminne      |
| Grötomslägden (Frösö 64:2)    | Hög            |              | Frösö, Jämtland     |       | 63.171986, 14.526041 | 10252800640002 | Ladda upp en bild av detta fornminne      |
| Frösö 67:1                    | Hög            |              | Frösö, Jämtland     |       | 63.166112, 14.538138 | 10252800670001 | Ladda upp en bild av detta fornminne      |
| Frösö 67:2                    | Hög            |              | Frösö, Jämtland     |       | 63.166128, 14.537660 | 10252800670002 | Ladda upp en bild av detta fornminne      |
| Frösö 67:3                    | Hög            |              | Frösö, Jämtland     |       | 63.166122, 14.537224 | 10252800670003 | Ladda upp en bild av detta fornminne      |
| Frösö 67:4                    | Hög            |              | Frösö, Jämtland     |       | 63.166085, 14.536888 | 10252800670004 | Ladda upp en bild av detta fornminne      |
| Frösö 68:1                    | Hög            |              | Frösö, Jämtland     |       | 63.165489, 14.535527 | 10252800680001 | Ladda upp en bild av detta fornminne      |
| Frösö 69:1                    | Hög            |              | Frösö, Jämtland     |       | 63.164689, 14.535936 | 10252800690001 | Ladda upp en bild av detta fornminne      |
| Frösö 70:1                    | Hög            |              | Frösö, Jämtland     |       | 63.166920, 14.534194 | 10252800700001 | Ladda upp en bild av detta fornminne      |
| Frösö 74:1                    | Hög            |              | Frösö, Jämtland     |       | 63.174954, 14.518501 | 10252800740001 | Ladda upp en bild av detta fornminne      |
| Frösö 76:1                    | Hög            |              | Frösö, Jämtland     |       | 63.169187, 14.541219 | 10252800760001 | Ladda upp en bild av detta fornminne      |
| Frösö 79:1                    | Hög            |              | Frösö, Jämtland     |       | 63.166908, 14.583579 | 10252800790001 | Ladda upp en till bild av detta fornminne |
| Frösö 79:2                    | Hög            |              | Frösö, Jämtland     |       | 63.166329, 14.583638 | 10252800790002 | Ladda upp en bild av detta fornminne      |
| Frösö 80:1                    | Hög            |              | Frösö, Jämtland     |       | 63.166138, 14.584958 | 10252800800001 | Ladda upp en till bild av detta fornminne |
| Frösö 80:2                    | Hög            |              | Frösö, Jämtland     |       | 63.165957, 14.584684 | 10252800800002 | Ladda upp en bild av detta fornminne      |
| Mjälleborgen (Frösö 81:1)     | Fornborg       |              | Frösö, Jämtland     |       | 63.169751, 14.594414 | 10252800810001 | Ladda upp en till bild av detta fornminne |
| Frösö 84:1                    | Hög            |              | Frösö, Jämtland     |       | 63.164440, 14.545079 | 10252800840001 | Ladda upp en bild av detta fornminne      |
| Frösö 85:1                    | Stensättning   |              | Frösö, Jämtland     |       | 63.164421, 14.590476 | 10252800850001 | Ladda upp en bild av detta fornminne      |
| Frösö 88:1                    | Hög            |              | Frösö, Jämtland     |       | 63.166150, 14.601344 | 10252800880001 | Ladda upp en bild av detta fornminne      |
| Frösö 89:1                    | Hög            |              | Frösö, Jämtland     |       | 63.166078, 14.604235 | 10252800890001 | Ladda upp en till bild av detta fornminne |
| Frösö 89:2                    | Hög            |              | Frösö, Jämtland     |       | 63.166232, 14.604414 | 10252800890002 | Ladda upp en till bild av detta fornminne |
| Frösö 89:3                    | Hög            |              | Frösö, Jämtland     |       | 63.166122, 14.604828 | 10252800890003 | Ladda upp en bild av detta fornminne      |
| Frösö 91:1                    | Hög            |              | Frösö, Jämtland     |       | 63.165926, 14.597161 | 10252800910001 | Ladda upp en bild av detta fornminne      |
| Frösö 91:2                    | Hög            |              | Frösö, Jämtland     |       | 63.166072, 14.596661 | 10252800910002 | Ladda upp en bild av detta fornminne      |
| Frösö 91:3                    | Hög            |              | Frösö, Jämtland     |       | 63.166093, 14.596394 | 10252800910003 | Ladda upp en bild av detta fornminne      |
| Frösö 91:4                    | Hög            |              | Frösö, Jämtland     |       | 63.166110, 14.596123 | 10252800910004 | Ladda upp en bild av detta fornminne      |
| 1) Östmundshögen (Frösö 92:1) | Hög            |              | Frösö, Jämtland     |       | 63.175275, 14.601232 | 10252800920001 | Ladda upp en bild av detta fornminne      |
| Frösö 94:1                    | Hög            |              | Frösö, Jämtland     |       | 63.178434, 14.593160 | 10252800940001 | Ladda upp en bild av detta fornminne      |
| Frösö 95:1                    | Hög            |              | Frösö, Jämtland     |       | 63.178030, 14.592031 | 10252800950001 | Ladda upp en bild av detta fornminne      |
| Frösö 95:2                    | Hög            |              | Frösö, Jämtland     |       | 63.177613, 14.592985 | 10252800950002 | Ladda upp en bild av detta fornminne      |
| Frösö 103:1                   | Hög            |              | Frösö, Jämtland     |       | 63.189979, 14.576371 | 10252801030001 | Ladda upp en bild av detta fornminne      |
| Frösö 103:2                   | Hög            |              | Frösö, Jämtland     |       | 63.190093, 14.576052 | 10252801030002 | Ladda upp en bild av detta fornminne      |
| Frösö 103:3                   | Hög            |              | Frösö, Jämtland     |       | 63.190251, 14.575746 | 10252801030003 | Ladda upp en bild av detta fornminne      |
| Frösö 104:1                   | Hög            |              | Frösö, Jämtland     |       | 63.192372, 14.569439 | 10252801040001 | Ladda upp en bild av detta fornminne      |
| Frösöstenen (Frösö 106:1)     | Runristning    |              | Frösö, Jämtland     |       | 63.183394, 14.618690 | 10252801060001 | Ladda upp en till bild av detta fornminne |
| Frösö 107:1                   | Hög            |              | Frösö, Jämtland     |       | 63.189419, 14.576156 | 10252801070001 | Ladda upp en bild av detta fornminne      |
| Frösö 108:1                   | Hög            |              | Frösö, Jämtland     |       | 63.165083, 14.588134 | 10252801080001 | Ladda upp en till bild av detta fornminne |
| Frösö 109:1                   | Hög            |              | Frösö, Jämtland     |       | 63.179007, 14.548051 | 10252801090001 | Ladda upp en bild av detta fornminne      |
| Frösö 124:1                   | Hög            |              | Frösö, Jämtland     |       | 63.150187, 14.535794 | 10252801240001 | Ladda upp en bild av detta fornminne      |
| Frösö 201:1                   | Gravfält       |              | Frösö, Jämtland     |       | 63.168723, 14.460837 | 10252802010001 | Ladda upp en till bild av detta fornminne |

## Häggenås
| Namn                    | Lämningstyp             | Tillkomsttid | Historisk indelning | Plats | Läge                 | ID-nr          | Bild                                 |
| ----------------------- | ----------------------- | ------------ | ------------------- | ----- | -------------------- | -------------- | ------------------------------------ |
| Häggenås 8:1            | Kyrka/kapell            |              | Häggenås, Jämtland  |       | 63.397208, 14.912054 | 10253700080001 | Ladda upp en bild av detta fornminne |
| Häggenås 8:2            | Begravningsplats        |              | Häggenås, Jämtland  |       | 63.397182, 14.912096 | 10253700080002 | Ladda upp en bild av detta fornminne |
| Häggenås 203:1          | Stensättning            |              | Häggenås, Jämtland  |       | 63.373647, 15.033369 | 10253702030001 | Ladda upp en bild av detta fornminne |
| Ollsta (Häggenås 220:1) | Lägenhetsbebyggelse     |              | Häggenås, Jämtland  |       | 63.435069, 15.126863 | 10253702200001 | Ladda upp en bild av detta fornminne |
| Häggenås 282            | Husgrund, historisk tid |              | Häggenås, Jämtland  |       | 63.526745, 14.976232 | 12000000096714 | Ladda upp en bild av detta fornminne |
| Häggenås 300            | Husgrund, historisk tid |              | Häggenås, Jämtland  |       | 63.526990, 14.976840 | 12000000096732 | Ladda upp en bild av detta fornminne |

## Kyrkås
| Namn                             | Lämningstyp      | Tillkomsttid | Historisk indelning | Plats | Läge                 | ID-nr          | Bild                                      |
| -------------------------------- | ---------------- | ------------ | ------------------- | ----- | -------------------- | -------------- | ----------------------------------------- |
| Kyrkås gamla kyrka (Kyrkås 20:2) | Begravningsplats |              | Kyrkås, Jämtland    |       | 63.222816, 14.825664 | 10254200200002 | Ladda upp en till bild av detta fornminne |
| Kyrkås 21:1                      | Stensättning     |              | Kyrkås, Jämtland    |       | 63.222863, 14.826773 | 10254200210001 | Ladda upp en till bild av detta fornminne |
| Kyrkås 21:2                      | Stensättning     |              | Kyrkås, Jämtland    |       | 63.222698, 14.827162 | 10254200210002 | Ladda upp en till bild av detta fornminne |

## Lit
| Namn                   | Lämningstyp      | Tillkomsttid | Historisk indelning | Plats | Läge                 | ID-nr          | Bild                                      |
| ---------------------- | ---------------- | ------------ | ------------------- | ----- | -------------------- | -------------- | ----------------------------------------- |
| Lit 2:1                | Hög              |              | Lit, Jämtland       |       | 63.318228, 14.824033 | 10254600020001 | Ladda upp en bild av detta fornminne      |
| Lit 3:1                | Hög              |              | Lit, Jämtland       |       | 63.318213, 14.825889 | 10254600030001 | Ladda upp en bild av detta fornminne      |
| Lit 4:1                | Hög              |              | Lit, Jämtland       |       | 63.320052, 14.827599 | 10254600040001 | Ladda upp en bild av detta fornminne      |
| Lit 4:2                | Hög              |              | Lit, Jämtland       |       | 63.319932, 14.827487 | 10254600040002 | Ladda upp en bild av detta fornminne      |
| Lit 4:3                | Hög              |              | Lit, Jämtland       |       | 63.320193, 14.827761 | 10254600040003 | Ladda upp en bild av detta fornminne      |
| Lit 19:1               | Hög              |              | Lit, Jämtland       |       | 63.316900, 14.805224 | 10254600190001 | Ladda upp en bild av detta fornminne      |
| Lit 21:1               | Hög              |              | Lit, Jämtland       |       | 63.318858, 14.830028 | 10254600210001 | Ladda upp en bild av detta fornminne      |
| Lit 21:2               | Hög              |              | Lit, Jämtland       |       | 63.318277, 14.830272 | 10254600210002 | Ladda upp en bild av detta fornminne      |
| Lit 21:3               | Hög              |              | Lit, Jämtland       |       | 63.318162, 14.830061 | 10254600210003 | Ladda upp en bild av detta fornminne      |
| Lit 22:1               | Kyrka/kapell     |              | Lit, Jämtland       |       | 63.316951, 14.816588 | 10254600220001 | Ladda upp en till bild av detta fornminne |
| Lit 22:2               | Begravningsplats |              | Lit, Jämtland       |       | 63.316891, 14.816566 | 10254600220002 | Ladda upp en till bild av detta fornminne |
| Lit 57:1               | Hög              |              | Lit, Jämtland       |       | 63.316504, 14.806391 | 10254600570001 | Ladda upp en bild av detta fornminne      |
| Mjörthögen (Lit 118:1) | Stensättning     |              | Lit, Jämtland       |       | 63.279393, 15.066217 | 10254601180001 | Ladda upp en bild av detta fornminne      |
| Lit 406:1              | Hög              |              | Lit, Jämtland       |       | 63.265770, 14.882925 | 10254604060001 | Ladda upp en bild av detta fornminne      |
| Lit 406:2              | Stensättning     |              | Lit, Jämtland       |       | 63.265464, 14.882620 | 10254604060002 | Ladda upp en bild av detta fornminne      |
| Högbodarna (Lit 423:1) | Fäbod            |              | Lit, Jämtland       |       | 63.173417, 15.283036 | 10254604230001 | Ladda upp en bild av detta fornminne      |

## Lockne
| Namn                        | Lämningstyp | Tillkomsttid | Historisk indelning | Plats | Läge                 | ID-nr          | Bild                                 |
| --------------------------- | ----------- | ------------ | ------------------- | ----- | -------------------- | -------------- | ------------------------------------ |
| Lockne 7:1                  | Hög         |              | Lockne, Jämtland    |       | 63.043670, 14.821563 | 10254700070001 | Ladda upp en bild av detta fornminne |
| Lockne 7:2                  | Hög         |              | Lockne, Jämtland    |       | 63.043564, 14.821739 | 10254700070002 | Ladda upp en bild av detta fornminne |
| Lockne 7:3                  | Hög         |              | Lockne, Jämtland    |       | 63.043539, 14.821127 | 10254700070003 | Ladda upp en bild av detta fornminne |
| Lockne 8:1                  | Hög         |              | Lockne, Jämtland    |       | 63.043055, 14.818571 | 10254700080001 | Ladda upp en bild av detta fornminne |
| Lockne 9:1                  | Hög         |              | Lockne, Jämtland    |       | 63.041784, 14.817829 | 10254700090001 | Ladda upp en bild av detta fornminne |
| Lockne 10:1                 | Hög         |              | Lockne, Jämtland    |       | 63.039751, 14.821192 | 10254700100001 | Ladda upp en bild av detta fornminne |
| Lockne 10:2                 | Hög         |              | Lockne, Jämtland    |       | 63.039662, 14.821407 | 10254700100002 | Ladda upp en bild av detta fornminne |
| Lockne 11:1                 | Hög         |              | Lockne, Jämtland    |       | 63.038909, 14.816423 | 10254700110001 | Ladda upp en bild av detta fornminne |
| Lockne 12:1                 | Hög         |              | Lockne, Jämtland    |       | 63.035594, 14.817007 | 10254700120001 | Ladda upp en bild av detta fornminne |
| Lockne 12:2                 | Hög         |              | Lockne, Jämtland    |       | 63.035493, 14.816796 | 10254700120002 | Ladda upp en bild av detta fornminne |
| Lockne 13:1                 | Hög         |              | Lockne, Jämtland    |       | 63.035425, 14.816164 | 10254700130001 | Ladda upp en bild av detta fornminne |
| Lockne 15:1                 | Hög         |              | Lockne, Jämtland    |       | 63.036776, 14.813248 | 10254700150001 | Ladda upp en bild av detta fornminne |
| Lockne 16:1                 | Hög         |              | Lockne, Jämtland    |       | 63.037668, 14.814373 | 10254700160001 | Ladda upp en bild av detta fornminne |
| Lockne 16:2                 | Hög         |              | Lockne, Jämtland    |       | 63.037547, 14.814600 | 10254700160002 | Ladda upp en bild av detta fornminne |
| Lockne 18:1                 | Hög         |              | Lockne, Jämtland    |       | 63.029556, 14.799243 | 10254700180001 | Ladda upp en bild av detta fornminne |
| Lockne 19:1                 | Hög         |              | Lockne, Jämtland    |       | 63.029637, 14.796721 | 10254700190001 | Ladda upp en bild av detta fornminne |
| Lockne 20:1                 | Hög         |              | Lockne, Jämtland    |       | 63.029824, 14.790120 | 10254700200001 | Ladda upp en bild av detta fornminne |
| Lockne 21:1                 | Hög         |              | Lockne, Jämtland    |       | 63.029146, 14.787860 | 10254700210001 | Ladda upp en bild av detta fornminne |
| Lockne 24:1                 | Hög         |              | Lockne, Jämtland    |       | 63.024569, 14.786514 | 10254700240001 | Ladda upp en bild av detta fornminne |
| Lockne 24:2                 | Hög         |              | Lockne, Jämtland    |       | 63.024527, 14.786680 | 10254700240002 | Ladda upp en bild av detta fornminne |
| Lockne 24:3                 | Hög         |              | Lockne, Jämtland    |       | 63.024448, 14.786993 | 10254700240003 | Ladda upp en bild av detta fornminne |
| Lockne 28:1                 | Hög         |              | Lockne, Jämtland    |       | 63.042289, 14.815985 | 10254700280001 | Ladda upp en bild av detta fornminne |
| Lockne 33:1                 | Hög         |              | Lockne, Jämtland    |       | 63.032294, 14.788721 | 10254700330001 | Ladda upp en bild av detta fornminne |
| Lockne 34:1                 | Hög         |              | Lockne, Jämtland    |       | 63.031730, 14.787194 | 10254700340001 | Ladda upp en bild av detta fornminne |
| Lockne 34:2                 | Hög         |              | Lockne, Jämtland    |       | 63.031702, 14.787445 | 10254700340002 | Ladda upp en bild av detta fornminne |
| Lockne 35:1                 | Hög         |              | Lockne, Jämtland    |       | 63.037507, 14.789479 | 10254700350001 | Ladda upp en bild av detta fornminne |
| Lockne 36:1                 | Hög         |              | Lockne, Jämtland    |       | 63.034920, 14.788825 | 10254700360001 | Ladda upp en bild av detta fornminne |
| Lockne 36:2                 | Hög         |              | Lockne, Jämtland    |       | 63.034618, 14.789492 | 10254700360002 | Ladda upp en bild av detta fornminne |
| Lockne 38:1                 | Hög         |              | Lockne, Jämtland    |       | 63.032561, 14.785213 | 10254700380001 | Ladda upp en bild av detta fornminne |
| Lockne 38:3                 | Hög         |              | Lockne, Jämtland    |       | 63.031962, 14.785401 | 10254700380003 | Ladda upp en bild av detta fornminne |
| Lockne 42:1                 | Hög         |              | Lockne, Jämtland    |       | 63.033195, 14.783988 | 10254700420001 | Ladda upp en bild av detta fornminne |
| Lockne 46:1                 | Hög         |              | Lockne, Jämtland    |       | 63.032784, 14.772363 | 10254700460001 | Ladda upp en bild av detta fornminne |
| Lockne 47:1                 | Hög         |              | Lockne, Jämtland    |       | 63.032974, 14.773831 | 10254700470001 | Ladda upp en bild av detta fornminne |
| Lockne 50:1                 | Hög         |              | Lockne, Jämtland    |       | 63.029584, 14.780079 | 10254700500001 | Ladda upp en bild av detta fornminne |
| Lockne 51:1                 | Gravfält    |              | Lockne, Jämtland    |       | 63.019744, 14.749645 | 10254700510001 | Ladda upp en bild av detta fornminne |
| Lockne 54:1                 | Hög         |              | Lockne, Jämtland    |       | 63.036373, 14.789757 | 10254700540001 | Ladda upp en bild av detta fornminne |
| Lockne 128:1                | Hög         |              | Lockne, Jämtland    |       | 63.019320, 14.749055 | 10254701280001 | Ladda upp en bild av detta fornminne |
| Brantbodarna (Lockne 153:1) | Fäbod       |              | Lockne, Jämtland    |       | 62.979454, 14.952504 | 10254701530001 | Ladda upp en bild av detta fornminne |
| Lockne 168:1                | Hög         |              | Lockne, Jämtland    |       | 63.017894, 14.742745 | 10254701680001 | Ladda upp en bild av detta fornminne |
| Lockne 169:1                | Hög         |              | Lockne, Jämtland    |       | 63.021017, 14.753137 | 10254701690001 | Ladda upp en bild av detta fornminne |

## Marieby
| Namn        | Lämningstyp      | Tillkomsttid | Historisk indelning | Plats | Läge                 | ID-nr          | Bild                                      |
| ----------- | ---------------- | ------------ | ------------------- | ----- | -------------------- | -------------- | ----------------------------------------- |
| Marieby 2:1 | Kyrka/kapell     |              | Marieby, Jämtland   |       | 63.097577, 14.747905 | 10254900020001 | Ladda upp en till bild av detta fornminne |
| Marieby 2:2 | Begravningsplats |              | Marieby, Jämtland   |       | 63.097596, 14.747870 | 10254900020002 | Ladda upp en till bild av detta fornminne |

## Norderö
| Namn          | Lämningstyp                      | Tillkomsttid | Historisk indelning | Plats | Läge                 | ID-nr          | Bild                                 |
| ------------- | -------------------------------- | ------------ | ------------------- | ----- | -------------------- | -------------- | ------------------------------------ |
| Norderö 1:1   | Hög                              |              | Norderö, Jämtland   |       | 63.135354, 14.375314 | 10255300010001 | Ladda upp en bild av detta fornminne |
| Norderö 2:1   | Hög                              |              | Norderö, Jämtland   |       | 63.137419, 14.371622 | 10255300020001 | Ladda upp en bild av detta fornminne |
| Norderö 6:1   | Hög                              |              | Norderö, Jämtland   |       | 63.144717, 14.374458 | 10255300060001 | Ladda upp en bild av detta fornminne |
| Norderö 15:1  | Hög                              |              | Norderö, Jämtland   |       | 63.150602, 14.360825 | 10255300150001 | Ladda upp en bild av detta fornminne |
| Norderö 16:1  | Hög                              |              | Norderö, Jämtland   |       | 63.152803, 14.364099 | 10255300160001 | Ladda upp en bild av detta fornminne |
| Norderö 18:1  | Hög                              |              | Norderö, Jämtland   |       | 63.152302, 14.365841 | 10255300180001 | Ladda upp en bild av detta fornminne |
| Norderö 19:1  | Hög                              |              | Norderö, Jämtland   |       | 63.152530, 14.366949 | 10255300190001 | Ladda upp en bild av detta fornminne |
| Norderö 21:1  | Hög                              |              | Norderö, Jämtland   |       | 63.152937, 14.360986 | 10255300210001 | Ladda upp en bild av detta fornminne |
| Norderö 23:1  | Hög                              |              | Norderö, Jämtland   |       | 63.149420, 14.358107 | 10255300230001 | Ladda upp en bild av detta fornminne |
| Norderö 25:1  | Hög                              |              | Norderö, Jämtland   |       | 63.148478, 14.342736 | 10255300250001 | Ladda upp en bild av detta fornminne |
| Norderö 25:2  | Hög                              |              | Norderö, Jämtland   |       | 63.148393, 14.343010 | 10255300250002 | Ladda upp en bild av detta fornminne |
| Norderö 28:1  | Hög                              |              | Norderö, Jämtland   |       | 63.149903, 14.353870 | 10255300280001 | Ladda upp en bild av detta fornminne |
| Norderö 29:1  | Hög                              |              | Norderö, Jämtland   |       | 63.154314, 14.361259 | 10255300290001 | Ladda upp en bild av detta fornminne |
| Norderö 30:1  | Stensättning                     |              | Norderö, Jämtland   |       | 63.156111, 14.367997 | 10255300300001 | Ladda upp en bild av detta fornminne |
| Norderö 31:1  | Hög                              |              | Norderö, Jämtland   |       | 63.149957, 14.360022 | 10255300310001 | Ladda upp en bild av detta fornminne |
| Norderö 33:1  | Hög                              |              | Norderö, Jämtland   |       | 63.148787, 14.343119 | 10255300330001 | Ladda upp en bild av detta fornminne |
| Norderö 36:1  | Hög                              |              | Norderö, Jämtland   |       | 63.159159, 14.373746 | 10255300360001 | Ladda upp en bild av detta fornminne |
| Norderö 36:2  | Hög                              |              | Norderö, Jämtland   |       | 63.158966, 14.373782 | 10255300360002 | Ladda upp en bild av detta fornminne |
| Norderö 36:3  | Hög                              |              | Norderö, Jämtland   |       | 63.158772, 14.373819 | 10255300360003 | Ladda upp en bild av detta fornminne |
| Norderö 109:1 | Husgrund, förhistorisk/medeltida |              | Norderö, Jämtland   |       | 63.144188, 14.376990 | 10255301090001 | Ladda upp en bild av detta fornminne |
| Norderö 109:2 | Husgrund, förhistorisk/medeltida |              | Norderö, Jämtland   |       | 63.144294, 14.376581 | 10255301090002 | Ladda upp en bild av detta fornminne |
| Norderö 115:1 | Stensättning                     |              | Norderö, Jämtland   |       | 63.153621, 14.320683 | 10255301150001 | Ladda upp en bild av detta fornminne |
| Norderö 119:1 | Hög                              |              | Norderö, Jämtland   |       | 63.161063, 14.314981 | 10255301190001 | Ladda upp en bild av detta fornminne |

## Näs
| Namn     | Lämningstyp  | Tillkomsttid | Historisk indelning | Plats | Läge                 | ID-nr          | Bild                                 |
| -------- | ------------ | ------------ | ------------------- | ----- | -------------------- | -------------- | ------------------------------------ |
| Näs 4:1  | Hög          |              | Näs, Jämtland       |       | 62.963860, 14.554057 | 10255500040001 | Ladda upp en bild av detta fornminne |
| Näs 4:2  | Hög          |              | Näs, Jämtland       |       | 62.963979, 14.554119 | 10255500040002 | Ladda upp en bild av detta fornminne |
| Näs 5:3  | Hög          |              | Näs, Jämtland       |       | 62.964917, 14.554598 | 10255500050003 | Ladda upp en bild av detta fornminne |
| Näs 6:1  | Gravfält     |              | Näs, Jämtland       |       | 62.972291, 14.566861 | 10255500060001 | Ladda upp en bild av detta fornminne |
| Näs 14:1 | Hög          |              | Näs, Jämtland       |       | 62.970373, 14.577887 | 10255500140001 | Ladda upp en bild av detta fornminne |
| Näs 14:2 | Gravfält     |              | Näs, Jämtland       |       | 62.969990, 14.578525 | 10255500140002 | Ladda upp en bild av detta fornminne |
| Näs 15:1 | Hög          |              | Näs, Jämtland       |       | 62.969577, 14.576167 | 10255500150001 | Ladda upp en bild av detta fornminne |
| Näs 16:1 | Hög          |              | Näs, Jämtland       |       | 62.968365, 14.576133 | 10255500160001 | Ladda upp en bild av detta fornminne |
| Näs 17:1 | Hög          |              | Näs, Jämtland       |       | 62.970092, 14.575642 | 10255500170001 | Ladda upp en bild av detta fornminne |
| Näs 18:1 | Hög          |              | Näs, Jämtland       |       | 62.971308, 14.578892 | 10255500180001 | Ladda upp en bild av detta fornminne |
| Näs 18:3 | Hög          |              | Näs, Jämtland       |       | 62.971590, 14.578816 | 10255500180003 | Ladda upp en bild av detta fornminne |
| Näs 18:4 | Stensättning |              | Näs, Jämtland       |       | 62.971512, 14.579227 | 10255500180004 | Ladda upp en bild av detta fornminne |
| Näs 19:1 | Stensättning |              | Näs, Jämtland       |       | 62.972578, 14.587356 | 10255500190001 | Ladda upp en bild av detta fornminne |
| Näs 19:2 | Stensättning |              | Näs, Jämtland       |       | 62.972729, 14.587293 | 10255500190002 | Ladda upp en bild av detta fornminne |
| Näs 20:1 | Hög          |              | Näs, Jämtland       |       | 62.971421, 14.564342 | 10255500200001 | Ladda upp en bild av detta fornminne |
| Näs 21:1 | Hög          |              | Näs, Jämtland       |       | 62.974749, 14.570780 | 10255500210001 | Ladda upp en bild av detta fornminne |
| Näs 21:2 | Stensättning |              | Näs, Jämtland       |       | 62.974678, 14.570592 | 10255500210002 | Ladda upp en bild av detta fornminne |
| Näs 22:1 | Gravfält     |              | Näs, Jämtland       |       | 62.975891, 14.571820 | 10255500220001 | Ladda upp en bild av detta fornminne |
| Näs 24:1 | Hög          |              | Näs, Jämtland       |       | 62.976780, 14.580142 | 10255500240001 | Ladda upp en bild av detta fornminne |
| Näs 24:2 | Hög          |              | Näs, Jämtland       |       | 62.976936, 14.580021 | 10255500240002 | Ladda upp en bild av detta fornminne |
| Näs 26:1 | Hög          |              | Näs, Jämtland       |       | 62.979942, 14.575774 | 10255500260001 | Ladda upp en bild av detta fornminne |
| Näs 34:1 | Hög          |              | Näs, Jämtland       |       | 63.008696, 14.603424 | 10255500340001 | Ladda upp en bild av detta fornminne |
| Näs 34:2 | Hög          |              | Näs, Jämtland       |       | 63.008466, 14.603373 | 10255500340002 | Ladda upp en bild av detta fornminne |
| Näs 35:1 | Hög          |              | Näs, Jämtland       |       | 63.008526, 14.606155 | 10255500350001 | Ladda upp en bild av detta fornminne |
| Näs 36:1 | Hög          |              | Näs, Jämtland       |       | 63.009854, 14.607096 | 10255500360001 | Ladda upp en bild av detta fornminne |
| Näs 36:2 | Hög          |              | Näs, Jämtland       |       | 63.010040, 14.606757 | 10255500360002 | Ladda upp en bild av detta fornminne |
| Näs 37:1 | Hög          |              | Näs, Jämtland       |       | 63.009865, 14.603971 | 10255500370001 | Ladda upp en bild av detta fornminne |
| Näs 37:2 | Hög          |              | Näs, Jämtland       |       | 63.010173, 14.604088 | 10255500370002 | Ladda upp en bild av detta fornminne |
| Näs 55:1 | Stensättning |              | Näs, Jämtland       |       | 62.988104, 14.601521 | 10255500550001 | Ladda upp en bild av detta fornminne |

## Sunne
| Namn                       | Lämningstyp      | Tillkomsttid | Historisk indelning | Plats | Läge                 | ID-nr          | Bild                                      |
| -------------------------- | ---------------- | ------------ | ------------------- | ----- | -------------------- | -------------- | ----------------------------------------- |
| Sunne 1:1                  | Hög              |              | Sunne, Jämtland     |       | 63.130994, 14.431044 | 10256800010001 | Ladda upp en till bild av detta fornminne |
| Sunne 2:1                  | Kyrka/kapell     |              | Sunne, Jämtland     |       | 63.128368, 14.430697 | 10256800020001 | Ladda upp en till bild av detta fornminne |
| Sunne 2:2                  | Begravningsplats |              | Sunne, Jämtland     |       | 63.128285, 14.430324 | 10256800020002 | Ladda upp en bild av detta fornminne      |
| Sunne kastal (Sunne 2:3)   | Borg             |              | Sunne, Jämtland     |       | 63.128194, 14.429843 | 10256800020003 | Ladda upp en till bild av detta fornminne |
| Sunne 6:1                  | Röse             |              | Sunne, Jämtland     |       | 63.171024, 14.423975 | 10256800060001 | Ladda upp en bild av detta fornminne      |
| Sunne 8:1                  | Hög              |              | Sunne, Jämtland     |       | 63.146368, 14.464085 | 10256800080001 | Ladda upp en bild av detta fornminne      |
| Sunne 11:1                 | Hög              |              | Sunne, Jämtland     |       | 63.132828, 14.451923 | 10256800110001 | Ladda upp en bild av detta fornminne      |
| Andersö skans (Sunne 19:1) | Fästning/skans   |              | Sunne, Jämtland     |       | 63.132473, 14.428254 | 10256800190001 | Ladda upp en till bild av detta fornminne |
| Sunne 73:1                 | Hög              |              | Sunne, Jämtland     |       | 63.151560, 14.426009 | 10256800730001 | Ladda upp en bild av detta fornminne      |
| Sunne 75:1                 | Stensättning     |              | Sunne, Jämtland     |       | 63.162196, 14.408954 | 10256800750001 | Ladda upp en bild av detta fornminne      |
| Sunne 75:2                 | Stensättning     |              | Sunne, Jämtland     |       | 63.162243, 14.408857 | 10256800750002 | Ladda upp en bild av detta fornminne      |
| Sunne 75:3                 | Stensättning     |              | Sunne, Jämtland     |       | 63.162318, 14.408846 | 10256800750003 | Ladda upp en bild av detta fornminne      |
| Sunne 75:4                 | Stensättning     |              | Sunne, Jämtland     |       | 63.162412, 14.408866 | 10256800750004 | Ladda upp en bild av detta fornminne      |
| Sunne 90:1                 | Hög              |              | Sunne, Jämtland     |       | 63.128448, 14.429258 | 10256800900001 | Ladda upp en bild av detta fornminne      |
| Sunne 90:2                 | Stensättning     |              | Sunne, Jämtland     |       | 63.128440, 14.429552 | 10256800900002 | Ladda upp en bild av detta fornminne      |
| Sunne 90:3                 | Stensättning     |              | Sunne, Jämtland     |       | 63.128333, 14.429484 | 10256800900003 | Ladda upp en bild av detta fornminne      |

## Östersund
| Namn                                  | Lämningstyp | Tillkomsttid | Historisk indelning | Plats    | Läge                 | ID-nr          | Bild                                      |
| ------------------------------------- | ----------- | ------------ | ------------------- | -------- | -------------------- | -------------- | ----------------------------------------- |
| Östersund 12:1                        | Hög         |              | Östersund, Jämtland | Odensala | 63.151319, 14.683475 | 10258000120001 | Ladda upp en bild av detta fornminne      |
| Östersund 13:1                        | Gravfält    |              | Östersund, Jämtland | Odensala | 63.151158, 14.680439 | 10258000130001 | Ladda upp en till bild av detta fornminne |
| Östersund 14:1                        | Hög         |              | Östersund, Jämtland | Odensala | 63.152130, 14.681248 | 10258000140001 | Ladda upp en till bild av detta fornminne |
| Östersund 15:1                        | Hög         |              | Östersund, Jämtland | Odensala | 63.152834, 14.683402 | 10258000150001 | Ladda upp en till bild av detta fornminne |
| Östersund 17:1                        | Hög         |              | Östersund, Jämtland | Odensala | 63.152318, 14.683798 | 10258000170001 | Ladda upp en till bild av detta fornminne |
| Stenturns Febodevall (Östersund 42:1) | Fäbod       |              | Östersund, Jämtland |          | 63.179567, 14.700669 | 10258000420001 | Ladda upp en bild av detta fornminne      |